# 101 далматинець (мультсеріал)
«101 далматинець» (англ. 101 Dalmatians: The Series) — мультсеріал студії Walt Disney Animation, знятий за мотивами однойменного мультфільму 1961 року. Загалом у серіалі 105 серій, які виходили від 1997 до 1999 року.

## Сюжет
Комп'ютерник Роджер Дейлі, його дружина Аніта, покоївка та куховарка Няня, а також Понго, Педді та їхні цуценята переїжджають з Лондона на ферму. Безпосередньо поряд з ними проживає Стервелла Де Віль, яка не полишає спроб прибрати до рук цуценят і зшити з їхніх шкірок шубу. У центрі уваги пригоди трьох маленьких далматинців, які не тільки успішно протистоять Стервеллі, але й переживають безліч інших історій.

## Герої
- Лакі  — цуценя, що обожнює пригоди.
- Кнопка  — молодий інтелігентний собака.
- Роллі  — цуценя-товстун, який дуже любить поїсти.
- Квока  — курка, яка вважає себе собакою.
- Мер Ед Свин (озвучує Джим Каммінгс) — свиня блакитного кольору і мер ферми Дейлі. Його місце намагався зайняти Лакі в серії «Громадянин Лакі» через те, що той почав зловживати своїми правами. Має примхливу дочку Кльоцку. У серії «Свинопес» пропонував Роллі зайняти місце спадкоємця, оскільки Кльоцка занадто розкапризувалася.
- Кльоцка  (озвучує Крістін Кавана) — примхлива дочка мера Еда Свина. На відміну від свого батька, вона рожева, а не синя. Закохана в Лакі.
- Корнелія  — мама Квок. Дуже любить свою дочку, одночасно не даючи їй розбеститись. У серії «Прощавай, Курча!» Змусила Квоку сидіти на яйці, хоча Квока заперечувала. Хоче, щоб Квока трохи менше часу проводила з цуценятами.
- Болотний Щур — один з головних лиходіїв мультсеріалу. Живе на болоті у старій пральній машині. Вперше з'являється в серії «На болоті».
- Тринога — цуценя-далматинець з трьома лапами. Один з суперників Лакі. Носить на голові пов'язку бірюзового кольору. Дуже чесний. Найкращий кадет Гав-бригади.
- Лейтенант Паг — мопс дуже низького зросту, командир Гав-бригади. Ненавидить коли його не слухаються. Любить порядок і послух. Дуже суворий. Не любить, коли цуценята говорять або співають про нього всілякі дурниці. У серії «Спробуй, побудь на моєму сідалі!» посперечався з Корнелією, про що незабаром дуже сильно пошкодував. Найбільше боїться Полковника. Має іграшкового кролика.
- Полковник  — строгий пес породи німецька вівчарка. Має чубик, що нависає над очима. У серії «На болоті» дав Лакі поносити один зі своїх шаликів, а коли дізнався, що Лакі, Кнопка, Квока і Роллі були на болоті, дуже розсердився. Не любить непослух. Якщо щенята зробили щось погане, він визначає для них каральний захід.
- Сержант Тібс  — кіт і друг Полковника. Іноді замінює Полковника коли той кудись відлучається. Має темно-оранжеве забарвлення.
- Капітан  — кінь сірого забарвлення, друг Полковника і Тібса. Обожнює моркву.
- Муч  — сіре цуценя-дворняга. Не належить до далматинців. Задирака. Як пізніше з'ясувалося, боягуз. Муч ненавидить Лакі, Роллі, Квок і Кнопку, хоча в серії «Мій прекрасний Мучі» закохався в останню. Великий хам і дотепник. Має друзів Візера, Ту-Тоуна і Діпстіка.
- Скоч  — домашній тхір Стервелли. Має сіре забарвлення. Хитрий і злодійкуватий, але боягузливий. Мріє з'їсти Квок.
- Вінделла Де Віль  — собака Стервелли породи афганський хорт. У Вінделли така ж зачіска, як і в Стервелли. Самозакохана і бридлива.
- Герцогиня  — корова. Іноді сперечається зі своєю сусідкою — коровою Принцесою. Має коричневе забарвлення.
- Принцеса — корова з кремовим забарвленням. Інколи не ладнає зі своєю сусідкою Герцогинею. Вважає, що та займає надто багато місця в хліві.
- Педді — мати Роллі, Лакі, Кнопки та інших далматинців. Дружина Понго.
- Понго — батько далматинців з чорними вухами. Чоловік Педді.
- Візер — худе та некрасиве цуценя-далматинець. Приятель Муча. Зазвичай мовчить. В одній із серій носить кепку. Син Педді і Понго. У мультфільмі він зображувався хоробрим і красивим, але потім в мультсеріалі його зробили худим і некрасивим, єхидним і зменшили його роль. Над ним добре познущались у мультсеріалі. Більше за всіх дісталося йому, Пенні, Ту-Тоун, Діпстіку і Петч.
- Діпстік — тупувате цуценя-далматинець, про що каже його безглузда усмішка. Худе і некрасиве щеня. Схожий на Візера, але носить синій нашийник, а в одній із серій носить нашийник із чистого срібла. Один з друзів Муча. Володар найбільшої кількості бліх, якими він «поділився» з Лакі в серії «Любов і Блохи». Брат Лакі, Роллі, Кнопки, Візера, Тринога, Ту-Тоуна, Петча та інших далматинців. Син Педді і Понго.
- Ту-Тоун — сестра Лакі, Роллі, Кнопки, Візера, Діпстіка, Триноги та інших цуценят. Товстунка. Отримала своє ім'я через те що одна половина її шерсті біла, а інша половина — чорна. Закохана в Муча. Носить сережку у вусі. Найкрасивіша далматинка на фермі. Завзята модниця. Як з'ясувалося в серії «Любов і Блохи», ненавидить секонд-хенди.
- Петч — брат Лакі, Роллі, Кнопки, Триноги, Візера, Ту-Тоуна, Діпстіка та інших далматинців. Його відрізняє мотузка замість нашийника і чорна пляма навколо правого ока.
- Люсі — гуска, яка не витримує шуму. Вважає, що їй належить ставок, розташований неподалік від ферми.
- Сідні — змій, що живе на болоті. Приятель Болотного щура. У серії «Зовсім поганий» його, а точніше, його стару шкіру, «переміг» Роллі. Любить ласувати цуценятами.
- Стівен — алігатор, що живе на болоті. Також як і Сідні, є приятелем Болотного щура. Мріє з'їсти Квок. Саме з такої ж причини Квок боїться Скоча.
- Фея-курка — курка, що вміє чаклувати. Часто плутає свої заклинання. Літає на апараті, схожому на яйце, який постійно барахлить.
- Пащоклац — помісь різних тварин. Схожий на крокодила. З'являється у серії «Гусяча шкіра».
- Блейз — цуценя, родич Громобоя. З'являється у серії «Найкращий друг собаки». Один з найкращих друзів Лакі.
- Ланс — омар, найкращий друг власника великого ресторану, капітана Другана. З'являється у серії «Історія про Омара», де Кнопка «врятувала» його, а потім відпустила.
- Перс Піт — величезний чорний перський кіт чорного кольору. Паг боїться його, позаяк Піт знущався з малого Пага протягом усього дитинства лейтенанта. У серії «Страшне Мяу» опівдні Паг загіпнотизував його.
- Піпс — неслухняне курча, дочка однієї з курочок. З'являється в серіях «Божевільна крихта Піпс» і «Спробуй, побудь на моєму сідалі!». Носить чепчик. Названа так тому, що її перший звук був «піпса!».

## Люди
- Роджер Дейлі — хазяїн цуценят і чоловік Аніти. Комп'ютерник.
- Аніта Дейлі — дружина Роджера і хазяйка цуценят. Працює на Стервеллу.
- Няня — кухарка та покоївка Роджера й Аніти. Доглядає за цуценятами.
- Стервелла Де Віль — мільйонерка та головна антагоністка мультсеріалу.
- Джаспер  — довготелесий лиходій, один з підручних Стервелли. Має брата Хораса. Має блідо-сірий колір шкіри і великий ніс.
- Хорас — один з посіпак Стервелли. На відміну від свого брата Джаспера, Хорас низький і товстуватий. Шкіра у нього звичайна, а не блідо-сіра, як у Джаспера. Джаспер стверджує, що Хорасу «потрібно вправити мізки». Дійсно, Хорас тупуватий і часто стає тягарем для Джаспера. Закоханий у Няню.
- Доктор Де Віль — кузен Стервелли, такий же гидкий, як і вона. На відміну від кузини, він невисокий і лисий. Носить двокольорову бороду. В одній із серій нагодував Роллі морозивом «полунична радість» з гелієм.
- Айві Де Віль — капосна племінниця Стервелли. На вигляд чарівна дівчинка, а насправді — дуже зла. Має коляску з секретними пристроями. У серії «Шкідлива Айві» приїздить на ферму Дейлі та намагається напаскудити її власникам.
- Ембер — племінниця Аніти. Обожнює займатися акробатикою і тренувати цуценят. З'являється лише в одному епізоді.
- Сесіл Де Віль — брат Стервелли, працює кінорежисером. Волосся у нього цілком чорне.

## Показ
Перша серія мультфільму вийшла 1 вересня 1997 року на каналі ABC. Серії виходили щодня протягом двох тижнів, а далі — щосуботи.

## Цікаві факти
- У зв'язку з подіями 11 вересня 2001 року у Нью-Йоркському Всесвітньому торговому центрі, серія 23 — «Живий і здоровий» через сцену, де Квока втрачає управління над саморобним літаком і влітає в башту з кормом для щенят, більше не показується. На думку компанії Disney, сцена з цього епізоду дуже нагадувала реальний сюжет тієї самої Нью-Йоркської авіакатастрофи з наступним обваленням веж-близнюків. Епізод 23b — «Собака-кінозірка» також був знятий з показу.
- В епізодах 13a — «Диск зірвався з повідка» і 13b — «Їж, нікого не слухай» присутній закадровий сміх після реплік Кнопки. Очевидно, в подальшому від ідеї використання закадрового сміху творці мультсеріалу відмовилися.
- Стервелла Де Віль зовні дуже нагадує Ізму з мультсеріалу «Нова школа імператора». Втім, їх зближує не тільки зовнішність — й Ізма, і Стервелла націлені на те, щоб когось знищити. Втім, вони хочуть знищити різні речі — Ізма хоче знищити Куско, а Стервелла — далматинців. Тим більше, що обидві лиходійки мають родичів: Ізма — племінників Зима і Зама, а Стервелла — племінницю Айві Де Віль.
- «Айві» в перекладі українською означає плющ.
- Болотний Щур з'являється в серії «Канікули Далматинців. Кохана Пара», де з'ясовується, що він закоханий у Стервеллу.
- Сесіл Де Віль, брат Стервелли, дуже схожий на Джина з мультфільму «Аладдін», оскільки його шкіра має блакитний відтінок. Він також має схожість з персонажем мультсеріалу «Кім П'ять з плюсом» — доктором Драккеном.
- У серіалі досить часто зустрічаються колірні помилки. У деяких сценах у далматинців з червоними нашийниками вони ненадовго стають синіми і, навпаки, у далматинців з синіми нашийниками вони стають червоними. Так, у серії «Любов і блохи», в тому епізоді, де Діпстік хоче плюнути «над коморою, через кукурудзяне поле, проміж очей городньому опудалу», як він сам говорив при цьому, Візер сидить з надутим виглядом і, якщо придивитися, його нашийник став синім, як у Діпстіка. А в серії «Собаки Де Віль», в тому епізоді, де Аніта їде від Роджера на універсалі, нашийник Понго став синім, а нашийник Педді — червоним, як у Понго. Так само до деяких загальних сцен обидва вуха у Ту-Тоуна білого кольору, хоча повинні бути чорного. Наприклад, в епізоді «Екстрасенс і збитки» коли цуценята обговорюють перше пророцтво Кнопки. Аналогічно у Діпстіка в деяких сценах чорне ліве вухо стає білим.